# 氯乙灵
氯乙灵是一种有机氯化合物，化学式为C11H13Cl2N3O4，是一种除草剂，可以被土壤吸附。它对高粱的植物毒性（GR50: 1.00 ppmw）比磺乐灵（0.66 ppmw）、氟乐灵（0.17 ppmw）等除草剂小。